# Арон га-Кодеш

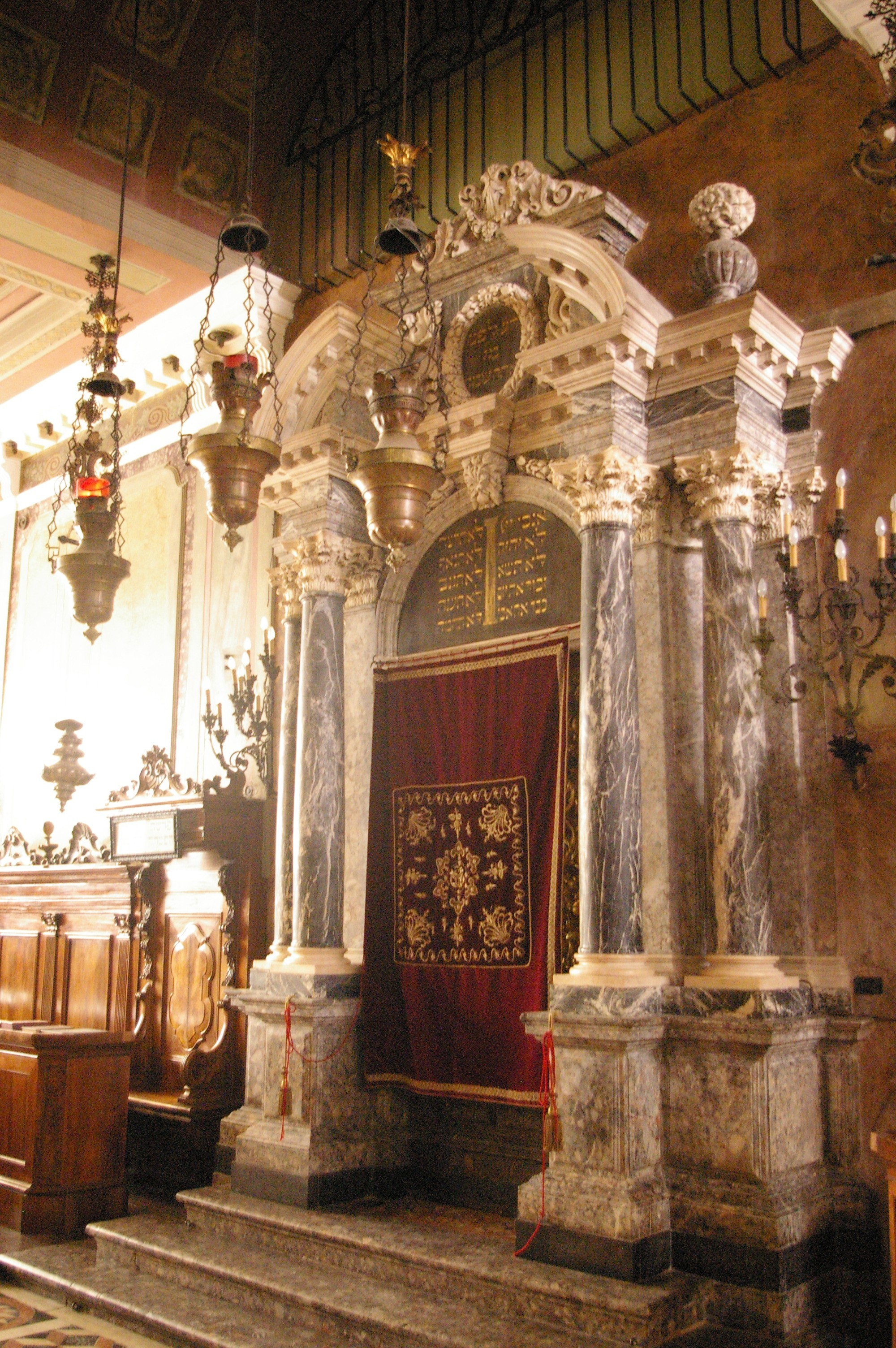
Арон га-Кодеш у синагозі міста Падуя, Італія

Аро́н га-Коде́ш (івр. ארון הקודש, Ковчег Святині, англ. Aron Kodesh, Holy ark, священна арка, івр. ארון הקודש) — священний ковчег із сувоями Тори в синагозі, у ніші або шафі, розміщеній по осі стіни молитовного залу, орієнтованої на Єрусалим або на Схід (більш пізніша традиція).
Синоніми — Кіот, Гейкаль.
У країнах Східної Європи Арон га-Кодеш розташовували у східній частині залу на підвищенні зі сходами, а в кенасах Східної Європи — на південній стінці, більш-менш орієнтованій на Єрусалим. У сефардських синагогах під назвою היכל, (hechal — палац святині).